# Solenopsis undet
Solenopsis undet é uma espécie de formiga do gênero Solenopsis, pertencente à subfamília Myrmicinae.